# Józef Lipień
Józef Lipień   (Jaczków, 6 de febrer de 1949) és un ex-lluitador polonès, especialista en lluita grecoromana, que va competir durant les dècades de 1960 i 1970. Era germà bessó del també lluitador Kazimierz Lipień.
Durant la seva carrera esportiva disputà quatre edicions dels Jocs Olímpics, el 1968, 1972, 1976 i 1980. En la darrera participació, el 1980 a Moscou, guanyà la medalla d'or en la prova del pes gall del programa de lluita grecoromana. En el seu palmarès també destaquen una medalla d'or i dues de plata al Campionat del món de lluita i una d'or al Campionat d'Europa de lluita.